# Estação Kozzika
Kozzika (em árabe: كوتسكا) é uma das estações da linha 1 do metro do Cairo, no Egito.

## Toponímia
O nome Kozzika é uma corruptela do nome do grego Kocika que residiu no Egito no início do século XX. O rico empresário construiu a primeira fábrica de bebidas alcoólicas no país, sendo também responsável por implantar um serviço de ambulâncias no Cairo.